# 神獄塔 メアリスケルター
『神獄塔 メアリスケルター』（カンゴクトウ メアリスケルター）は、コンパイルハート、『電撃PlayStation』（KADOKAWA→Gzブレイン→KADOKAWA Game Linkage）、電撃文庫の3つのメディアによるオリジナルストーリーで展開されるクロスメディアコンテンツプロジェクト「電パイル」の作品である。

## 概要
メルヒェンと呼ばれる異形の怪物たちとの戦いを描いた謎解き×パニック×アクティブ(ザッピング)3DダンジョンRPGで、ゲーム版の1作目はコンパイルハートより2016年10月13日にPlayStation Vita用コンピュータRPGとして発売され、原案を担当した乙野四方字による小説版の『神獄塔 メアリスケルター 〜光の在処〜』は電撃文庫より2016年10月8日に刊行された。
また、2018年7月12日には続編となるPlayStation 4用ソフト『神獄塔 メアリスケルター2』が発売された。これには『2』の仕様を一部引き継いで新しいメインストーリーを追加したリメイク版の前作が実装されている。さらに予約特典として『恋獄塔 めありーすけるたー』（れんごくとう めありーすけるたー）のプロダクトコードが同梱された。そして、2019年8月22日には、コンパイルハート作品として初のNintendo Switch用ソフトとなる『神獄塔 メアリスケルター2』が発売され、この作品を皮切りに多くの作品のSwitch版が発売されるようになった。
2020年11月5日には最新作として"最終章"の物語が描かれるPiaystation 4/Nintendo Switch用ソフトの『神獄塔 メアリスケルターFinale』（カンゴクトウ メアリスケルターフィナーレ）が発売された。これには過去2作品に加え、『恋獄塔 めありーすけるたー』（"恋獄塔"はフルボイス）を含めた3作品のADVパートが"BEFORE STORY"に含まれている。なお、発売日は当初同年8月27日と発表されていたが10月8日に延期され、そこからさらに11月5日に再延期された。
『Finale』の当初の発売日を発表した2020年3月28日からはTwitterと公式サイトの連動企画として「予約＆応援ツイートキャンペーン!」の実施を開始。その内容は、予約数と"＃メアリスケルター応援"＆"＃渇望のジレンマ_イヤホンズ応援"のハッシュタグがついた応援ツイート数（脱獄距離）に応じて予約特典の内容が少しずつ豪華になっていくというもの。発売日延期を発表した6月2日にはキャンペーンの実施期間が7月31日まで延長されたことも発表された。8月10日に発表の最終的な「脱獄距離」は395.235km（ツイート）で、11個全ての予約特典が追加されることになり、『恋獄塔 めありーすけるたー true end』の"各キャラやるところまでやっちゃうED"も追加されることになった。
2016年と2018年に『電撃Playstation』に連載された『獄中童話前日譚』と『獄中童話幻日譚』では、ゲーム版・文庫版から20年前の世界が描かれており、2020年8月からは『Finale』の冒頭へと繋がる物語が描かれる『獄中童話前夜譚』の連載がスタートした。なお『メアリスケルター』シリーズの時系列は、『2』→『1』のリメイク版＆小説版→『Finale』となっており、『Finale』では『1』のリメイク版のトゥルーエンド後の物語が描かれる。

## ストーリー
かつて、日本最大の繁華街と呼ばれた場所に、突如異変が起きた。大地を腐らせ、周囲の建物を呑み込んで、深い穴へと化していったのだった。穴の中に取り残された人々は、そこに住まう異形の化け物「メルヒェン」に怯えながら生きる羽目となった。人々はその牢獄のような世界を「ジェイル」と呼ぶようになった。
かくして、その地の名前が忘れ去られるほどの時が経った。
物語はメルヒェンによって監獄に囚われた「ジャック」と、その幼馴染の「アリス」という名の一組の少年少女のもとに「血式少女隊」による救助の手が差し伸べられるところから物語は始まるのだった。
2人を助けた"血式少女隊"の1人である少女、赤ずきんは人類の抵抗組織「黎明」に所属する「血式少女」であり、ジェイルの中心にそびえる「監獄塔」を成長させることでジェイルから脱獄しようと考えていた。"ブラッドスケルター化"という現象を何よりも恐れて慎重に活動していた彼らだが、特殊な力を持つ"血式少年"のジャックの加入によってその計画を推し進めることになる。
こうしてジャックとアリスの2人は、黎明という組織に疑念と不安を抱きつつもジェイル脱獄のために彼らと力を合わせるのだった。

## システム
概要
一人称視点の3Dダンジョン型のRPGの構成になっており、ジェイルという生物によって形成された迷宮を踏破していく。拠点ではジョブの変更や回復アイテムなどの購入が可能。
迷宮には様々な仕掛けがあり、キャラクターごとに設定されている特殊能力「血式能力」を駆使する必要がある。能力の発動にはSPが必要。
ダンジョンは元街道沿いエリア、元墓所エリア、旧寺院エリア、元繁華街エリア、旧学生街エリア、旧河川・沼エリア、元駅構内エリア、最後に挑む監獄塔が存在し、各章ごとにそれぞれのエリアを攻略していく。各エリアは一度到達すれば拠点から直接移動することが可能。エリアはそれぞれ複数のマップが存在しており、マップ入り口には他のマップへのワープが存在している（各エリア最初のマップには拠点へのワープもある）。
注意点として、本作では武具は自由に入手することができない。入手するには宝箱や敵のドロップで入手するか、ランダムで出現する行商人から買う必要がある。ただし、行商人の販売アイテムはある程度ランダムとなっている。『2』では後述する血花での入手が可能となった。
ダンジョンは設定上形状が変化しうる生物の体内であるからか、宝箱などは「何らかの意図があってそこに配置した（設定の）もの」ではなく中身の大半が雑多なアイテムとなっている。
『神獄塔 メアリスケルター2』では新たに、水族館跡エリア、旧芸術通りエリアの2つの新エリアが登場し、そのエリアのボスとなるナイトメアも2種類新しく登場した。
ジェイルボーナス
ジェイルには食欲・性欲・睡眠欲の3つのゲージがあり、それぞれ特定の条件で上昇していく（ランダムで発生する気まぐれで減少する場合あり）。そのゲージがマックスになるとジェイルボーナスが発生する。
ジェイルボーナスはルーレット方式で、任意のタイミングで針を止めることで止まった先にあるボーナスを獲得できる。マイナス効果はない。戦闘中・探索中それぞれで発生する場合があり、発生タイミングで効果が違う。
探索中に発生するボーナスの中にはダンジョンの拡張があり、各マップを広くしてその先でアイテムを入手したりが可能。同じマップで2回以上拡張は発生しない。
最初は慣れないと目押しが難しかったが、アップデートにより針のスピードが遅くなって目押しがやりやすくなった。
『2』ではジェイルピースというアイテムが存在し、突入前にこれをスロットにセットすることでそのエリアで任意のボーナスを発生しやすくできる。ただし、ピースごとにコストが決まっており、探索が進むと消費できるコスト上限が増加仕様になっている他、ランダム枠をすべて排除することはできない。また、マップ拡張はそのエリアをクリア後にジェイルボーナスを何かしら獲得すれば拡張する仕様になった。
ナイトメア
迷宮を闊歩する異形の化け物。それぞれ何かしらの童話の登場キャラクターをモチーフとしている。
ナイトメアは迷宮をうろついていると出現し、排除しないと延々出現地点辺りをうろうろしている。ナイトメアの周囲は黒い闇で覆われており、近づけば気づくことができる。この闇に囚われてしまうとナイトメアとの「虐殺鬼ごっこ」に突入してしまう。『2』では黒い闇のかわりに白い闇で覆われている。
鬼ごっこのフィールドは遭遇した地点を始点とした迷宮そのものであるが、通常時と異なり闇に包まれて右も左も分からない状態となっている。ただし、後述する「出血」を発生させていると、その地点の壁に付着した部分が光ることで多少構造が把握できる。この暗黒の迷宮を突破して一定以上距離を取ることでナイトメアを撒くことができる。
追いつかれてしまうと戦闘となるが、ナイトメアの最大の特徴は特定の条件を満たさないと絶対に倒せないこと。プレイヤーにできることはいずれかの体の部位を破壊して一時的に気絶状態（ノックダウン）にし、その隙に逃げ出すことだけである。なお、撒くことに成功するとアイテムが入手できるが、部位破壊してから脱出すると品質がアップする。
ナイトメア撃破にはそのエリアにある核を破壊する必要があり、破壊に成功すると今度は討伐戦としてナイトメアを探し出すことになる。討伐戦では部位全てを破壊することができ、全部位破壊をすると真の姿と本気を見せての戦闘となる。これを撃破することで、以降ナイトメアは登場しなくなる。
鬼ごっこの最中でもメルヒェンとの戦闘は発生し、そうなるとナイトメアとの戦闘も同時に発生する「ブッキングバトル」へと突入してしまう。
戦闘
ランダムエンカウントで発生し、ターン性のコマンドバトルで展開する。メンバーはジャック＋最大5人（『2』では、つう＆ジャック+最大5人の計7人、『Finale』では主人公+最大5人の計6人）の計6人で戦闘を行う。通常攻撃の他、スキルや（主人公のみ）アイテムの使用が可能で、中には属性攻撃が可能なアイテムもある。勝利すると、倒した敵に応じて装備品の強化やジョブチェンジなどの実行に必要な「血晶」が獲得できる。
敵味方にはお互いに前衛・後衛があり、後衛は近距離攻撃の与ダメージ・被ダメージが減少する。
戦闘メンバーには非参戦メンバーをサポート（バディ）として付けることができ、キャラクターに応じてランダムでサポート効果を得ることができる。非参戦メンバーはサポートについているかにかかわらず、戦闘メンバーと比べると獲得経験値は減少する。
特徴的なシステムとしては、ブラッドゲージやジャックによるコマンドなどがある。
『2』では一部の全体攻撃スキル・回復スキル・デバフスキルは1ターンの詠唱を必要とする。代わりに、全体攻撃だったスキルの一部は物理攻撃を主に縦・横一列や円範囲などのパターンに変更された。
ブラッドゲージ
弱点を突く、大ダメージを与える、オーバーキルで敵を撃破する、出血攻撃を当てることで出血が発生し、各キャラクターのブラッドゲージ（とジェイルの食欲ゲージ）が上昇していく。出血量は戦闘中は数値的に表示されないが、与ダメージに応じて増加する。ゲージは戦闘後も維持される。ただし、『2』および『1』のリメイク版では戦闘終了時に最大だった場合は最大の一歩手前まで戻るようになった。
ブラッドゲージが最大になるとそのキャラクターの次のターンに"ジェノサイドモード"に移行し、姿や言動が変化する。その状態になると戦闘能力の向上・専用スキル"ジェノサイドスキル"の使用可能・出血が発生するとその量に比例してHPとSPが回復、という恩恵が得られる。ジェノサイドモードは戦闘終了するか数回行動すると解除される。
一方、大ダメージを受けたり仲間が戦闘不能になると「穢れ」が溜まっていき、それに応じてブラッドゲージが黒ずんでいく。この穢れに比例した確率で、ジェノサイドモードではなく"ブラッドスケルターモード"になってしまい、より強力な戦闘力を発揮するものの味方までも攻撃してしまい制御不能状態となってしまう。後述する命がけ浄化、戦闘終了、戦闘不能のいずれかの方法でしか元の姿に戻ることはできない。ブラッドスケルターモードは最大近くまで穢れていても確実に発生しない場合もあれば少し穢れているだけで発生する場合もあり、あくまで目安である。穢れの浄化にはメアリガン（後述）を使用する必要がある。
ジェノサイドモードにおける出血によるSP回復量は、ダメージが十分強力であれば最強クラスのスキルで消耗するSP量を補って余りあるほど。そのため、本作では節約して半端な攻撃をするよりもできるだけ強力な攻撃で弱点を突いてブラッドゲージの回転を上げた方が楽に探索できるようになっている。『2』では全体攻撃とブラッドゲージの仕様変更により容易にはいかなくなった。
ブラッドゲージの用途にはもう1つあり、別キャラクターに舐めてもらうことで舐めたキャラクターに応じてサポート効果「魂血スキル」が発生する。舐めた場合もブラッドゲージは全て消費される。こちらは回復やステータス強化などの補助がメインであり、レベルに応じて効果が強化される。また、ブラッドゲージの上昇は基本的に避けられないため、穢れているキャラクターをなめることでブラッドスケルター化を防ぐ用途にも使用できる。
『2』では、ブラッドスケルター化してしまった仲間および後述するジャックリッパー化してしまったナイトメア・ジャックを止める場合、『2』で新しく実装された「抱きとめる」のコマンドが実行できるようになる。このコマンドを実行すると、実行したキャラクターにのみ被害が及ぶようになる。
ジャック
主人公であり"血式少年"でもあるジャックは戦闘能力を持たないため、メアリガンを始めとするサポートがメインとなっている。他にも、任意のキャラクターをかばったりアイテムを使用したりが可能。
ジャックにのみ存在している状態異常として「気絶」がある。これは主にかばったりメアリガンの使用によってランダムで発生し、数回気絶してしまうと戦闘不能となってしまうが、その許容回数はレベルアップによって増加する。
ジャックには血液残量がパーセントで表示されており、メアリガンの各機能を使用するにはこの残量が一定以上である必要がある。血液量は戦闘の経過やダンジョンの移動で回復するが、低下すると気絶しやすくなってしまう（100％でも気絶するときはする）。
メアリガンは任意のキャラクターの穢れを浄化することが可能。ただし、"命がけ浄化"を使ってブラッドスケルター化を解除する時には通常よりも多く血液が必要となり、気絶率が高い。さらに、迷宮内でパーツを回収することで拠点にてパワーアップさせることができ、SPの回復といったことも可能となる。最終段階まで強化すると、ダンジョンにて後方に大きく吹き飛んで穴などを超えられる「メアリガン・リバーサー」が使用可能となる。『2』では、「メアリガン・リバーサー」の役割はアリスの新しい血式能力「ラビットジャンプ」に引き継がれた。
ナイトメア・ジャック
『2』でのジャックの役割。その血の効果は変わらないが、ナイトメア化してしまったことでシステムも変更となった。
主人公である「つう」と常にセットとなっており、行動順もつうと同じタイミングで2人合わせて2回の行動を選択可能。一方が2回行動してもいいが、行動ウェイトが2回分たまるため、ターンの回りが遅い。
前作であったバフやSP回復の能力はなく、あくまで単体か全体の浄化のみとなった。全体対象の回復量は前作およびリメイク版よりも大きい。
血の残量という概念はなくなったが、精神が非常に不安定な状態になり暴走しやすくなっていて血を使ったりする度に精神の安定が保てなくなり、最終的には暴走形態「ジャック・リッパー」へと変化してしまう。この精神の安定状況に応じて精神グラフの状態が4段階に変化するようになっており、造血の代わりに実装されたつうの「カウンセリング」かジャックの「しんこきゅう」で約1段階回復させる。
なお、ブラッドスケルターと違い、行動終了後に暴走する。ジャックリッパーになると、ブラッドスケルターモード同様に敵味方に攻撃をし始めるほか、1度の戦闘で3回ジャックリッパー化してしまうと強制的にゲームオーバーとなる。
穢れ浄化
ストーリー中盤から実行できる、穢れの事前対策処置。実行にはそれぞれのキャラクターに応じた血液が必要となるが、穢れの増加のスピードを低減しつつHPかSPの最大値を上げることができる。
この効果は次に拠点に戻るまで有効で、ブラッドスケルター化してしまう可能性を低くするためには欠かせないシステムになっている。
血式少女たちの穢れを"聖水"で浄化していくが、衣装をこするとそのこすった部分だけが透けていく感じになっていて、コンパイルハート作品ならではのお色気システムになっている。
初めて浄化する時のみ、タッチパッドを使った浄化イベントをクリアする必要があり、一度成功すると次回以降はスキップすることができる。
『2』と最新作『Finale』のSwitch版では、タッチ操作での浄化が可能になり、HD振動にも対応するように。
ジョブ（職業）
各キャラクターには、ファイター、リベロ、サイエンス、アーチャー、マジシャンの5系統が割り振られており、それぞれ5種類ずつのジョブが存在している（複数の系統にまたがって存在するジョブはない）。ジョブの特性は様々だが、そのうち1つは出血を主軸とした特殊職であることは共通している。また、これ以外にも店舗特典限定や予約特典のジョブが存在する。『2』では主人公であるつう専用のジョブ"アルタイル"が追加された。
ジョブチェンジは拠点で血晶をジョブごとに決められた量を消費して行う必要があり、一度経験したジョブであっても再度なるには血晶の消費が必要（アップデートにより、初期ジョブのみ消費が不要となった）。また、ジョブの変更には10レベルごとに1増える職業権利を消費する必要がある。DLCジョブは一切の変更コストが不要。
各ジョブではレベルアップ時に獲得できるポイントを消費してスキルを覚えることができる。スキルにはそのジョブの時のみ機能する「職業特性（いわゆるパッシブスキル）」とジョブを変更しても使用・強化可能な「アクティブスキル」がある。
スキルにはそれぞれレベル上限が存在しており、そのレベルまで追加でポイントを消費することで性能を強化できる。
本作では非常に多彩な武器が存在しており、ジョブによってそのうちどれが使用できるかが異なる。
『2』では職業特性は純粋にパッシブスキルとなり、アクティブスキル同様ジョブを変更しても共有されることになった。それに合わせて、ジョブの枠の初期値も増加している。
- ファイター系：物理攻撃特化型。攻・防・速のいずれかに重きを置いており、牽制やボス戦で活躍する（ジョブによってその役割は変わる）。一方、遠距離攻撃手段を一切持たないため、雑魚戦では後衛の相手を苦手とする。（アリス、シンデレラ、ハーメルン〈『2』〉）
- リベロ系：汎用型。物理・魔法・補助・回復と様々な特性を持つ職を持ち、如何なる役割もこなせる半面、特化性に欠ける。そのため、この系統でしかできないということがなく、メインとなることができない。（赤ずきん、ラプンツェル）
- サイエンス系：万能型。ジャック以外でもアイテムを使用できるスキルや倒した敵のスキルを使用するスキルなども使用でき、リベロ系とは別方向でやれることが多彩。多属性全体攻撃という強力なスキルが使用可能など、戦闘面でもなかなかの性能だが序盤はやれることが少ない大器晩成タイプ。（白雪姫、グレーテル）
- アーチャー系：物理系援護型。素早いジョブが多く、後衛から遠距離攻撃可能なために防御性能も高め。マジシャン系ほど雑魚向けでなくファイター系ほどボス向けでもないが、両方の役割をある程度こなせる。『1』では序盤は銃がほとんど入手できないという憂き目があった（アップデートで多少改善）。（眠り姫、かぐや姫）
- マジシャン系：魔法攻撃特化型。様々な属性の魔法を操る。サイエンスと同様に多属性全体攻撃も使用可能なため、雑魚の殲滅に非常に向いている。弱点の少ないボス戦では瞬発力不足となるが、回復・補助スキルを使用できるジョブもあるためサポートに回ることも可能。（親指姫、ハーメルン〈『1』〉、人魚姫〈『2』〉）
- アルタイル：『2』で実装された、つう専用ジョブ。リベロ同様万能タイプだが、比較的攻撃寄り。『2』用にチューンされており、全ての習得スキルがパッシブスキルという偏ったジョブもあり、中には多属性全体攻撃を取得できるジョブも。

血式退化
12種ある血晶を全種消費して、任意のキャラクターのレベルを下げる（5段階から選択する形）。実行するとレベルの上げ直しとなるが、大幅に下げれば下げた分だけ能力が多少上昇する（最大で20ほどの様子）。
スキル習得に必要なポイントも減少するためスキルは全てリセットされてしまうが、ポイントの獲得総量は増加する。
ブラッドファーム
『2』で実装された新システムで、『Finale』にも実装される。
ダンジョンでL2を押すことで踏破済みのマスに対して横3マス・前方5マスに対してRh+の血晶を植えることができ、その後5回戦闘を行うことで収穫が可能となる。血晶を植えてできた「血花」の苗はフロアの移動やダンジョンの脱出をしても消えず戦闘回数は全血花でカウントされる。拠点で回収を依頼できるが、この場合後述のアップデートチャンスが得られない。
植える血晶の種類によって収穫しやすいアイテムが異なっており、A型は武器、B型は防具、O型は装飾品、AB型はジェイルピースが入手しやすい。装備品の場合、運が良ければ非常に強化されたものを入手できる（拠点での強化限界が20であるのに対し、こちらは最大99まで出る）。
血花で入手できるアイテムの質は、セーブ＆ロードや出入りによって場所が変化する「ブラッドファーム」に配置されているかどうか、また、ハーメルンの血式能力「磁力ピッコロ」を使って収穫したかによって変化する。
さらに「磁力ピッコロ」を使用して2個以上同時に収穫すると装備品の一部が再強化される「アップデートチャンス」が発生する。2個以上でさえあればいいので、離れた位置などから少しずつ回収すると効率がいい。
かごめかごめ効果
ブラッドファームと同じく『2』で実装された新システムで、『Finale』にも実装される。
これは、同じ敵の弱点を連続で攻撃したり、装備している武器や取得しているスキルに血走り効果を付与させていると、時々メルヒェンが後ろを向くことがある。
この時に後ろを向いているメルヒェンは無防備になり、大ダメージを与えたり、出血量を大幅に増加させることができる。
メルヒェンだけでなく、ナイトメアにも効果的で、核をまだ破壊できていない状況で遭遇してもノックダウンを素早く狙えて、逃げ切れる可能性が高くなる。
ザッピングシステム
『Finale』で実装された新システム。
別々の場所にいる主人公をリアルタイムで切り替えながらダンジョン探索を進めていく。あるグループの行動が別グループの行動に影響するという形で、ダンジョン攻略を進めていき、さらにザッピング画面には、そのグループが今どこのダンジョンにいるのか、その場所の宝箱の数などの様々な情報を見ることができる。
今作の主人公は6人いて、ジャック、くらら、赤ずきん、新キャラクターのメアリー、ジュウ、処刑台少女（ジェノサイド・ピンク）のシラ（火あぶり柱）となっている。
ベイビメア
“ザッピングシステム”同様、『Finale』で実装された新システム。
これは、ダンジョン内やメルヒェンとの戦闘中にナイトメアの赤ちゃん“ベイビメア”が発生することがある。
”ベイビメア”に取り付かれると、戦闘中に「穢れが1段階溜まる」や特定のコマンドが使用できなくなるなどの効果が発生してしまい、戦闘が不利になってしまうが、上手く撃退すると「ブラッドゲージがMAXまで溜まる」や「キャラクターの能力が上昇する」などの恩恵があり、戦闘やダンジョン探索を有利に進めることができ、状況次第では、ピンチにもチャンスにも変えられるシステムとなっている。
BEFORE STORY
“ザッピングシステム”や“ベイビメアシステム”と同様、『Finale』で実装された新システム。
これは、前作『神獄塔 メアリスケルター2』までの全ての物語を体験でき、メインシナリオ・サブシナリオを選択して、そのイベントを見ることができる。『Finale』で初めて『メアリスケルター』シリーズをプレイする人でも楽しめるようになっている。

## 登場人物

### 主人公
ジャック
声 - 酒井広大
名前の由来は「ジャックと豆の木」。
誕生日：1月6日
神獄塔 メアリスケルター
ゲーム版の主人公で、心優しい水色の髪の少年。一人称は「僕」。
アリスと同じ村の出身で、幼い頃にメルヒェンに一緒に囚われた。アリスと同じ牢獄に囚われており、様々な拷問を受けつつもお互い支え合って生きていた。
赤ずきんに救出された後、アリスと赤ずきんの2人の話を聞いた博士が彼の特殊性に気付き、唯一の血式少年として認められた。
血式少年として認められたものの血式少女の使用する武器にジャックの血が掛かってしまうと錆びついてしまうことが判明し闘うための武器が装備ができないと判断され血式少女隊への加入は見送られた。
アリスは血式少女として戦う中で自分は何もできないことを気に病んでいたがハルがジャックの覚悟を確認し戦闘員ではなく血式少女隊のブラッドスケルター化を防ぐサポート役としてメアリガンが作成された。
メアリガンは彼の血を薄めて噴霧する装置であり、普通なら多用することはできないのだが、ジャックは造血が非常に早く増血剤の投与によって瞬く間に血を補充できるために運用可能となっている。なお、血管に針を刺したりする必要があるため、メンテナンスに若干手間がかかるデリケートな装置となっている。
血式少年の特性である「血式リビドー」として、「高い場所に上りたい」という衝動を持つ。血式能力は希釈した血の噴霧で火を消す「メアリガン」および後方に大きく飛ぶ「メアリガン・リバーサー」。
神獄塔 メアリスケルター2
暴走したアリスの凶刃による攻撃と地下へと落下した際に人魚姫をかばったことにより瀕死に陥ってしまい、深い傷を負う。その際に現れた謎の弦により取り込まれナイトメアに変体する。その手には、直前のやり取りで右手に持っていたアリスの髪飾りが取り込まれている。
意思疎通は可能だが、ナイトメア化した影響で知能が幼児レベルまで落ち込んでいることに加え言葉もたどたどしくなっていることから大雑把にしか意味をくみ取れないが、物語の冒頭でメルヒェンと対等に戦えるほどのパワーを持てるようになったが、精神が非常に不安定な状態になってしまい、暴走の危険がある。
例外的につうは常に意思が通じるため、探索の際は通訳と暴走阻止のためのカウンセリングを行うために一緒に行動している。また、つうとは意識が繋がっているらしく、同じ夢を見ることがある。
血式能力がアリスの代わりに「ワンダーホール」となっており。火を消す能力に関しては人魚姫の「フローズンティアー」へ、後方へ大きく飛ぶ能力に関してはアリスの新しい血式能力「ラビットジャンプ」へ引き継がれている。
神獄塔 メアリスケルターFinale
今作の主人公の一人。“二度にわたる”ジェイルからの脱獄を果たしたことで、冷静さを失わず、仲間のためならその身を投げ出すことも伴わない強く、優しい魂の持ち主へと成長した。
処刑台少女（ジェノサイド・ピンク）の猛攻で、仲間たちが散り散りになってしまった後は、『2』でも一緒に行動したつうや人魚姫と共に、人間の姿に戻った状態で行動し、”悪食の監隊塔”を目指す。
マモル
声 - 逢坂良太
電撃文庫の小説版の主人公で、小説版は彼の視点で物語が進む。16歳。一人称は「俺」。
青い髪をしており、ジャックより顔立ちも大人びている。ゲーム版でも序盤および終盤に登場する。実は、脱走後はハーメルンの地下洞窟の隠れ家にいた。
終盤、他の仲間たちとともにジャックたちとは別の入り口から監獄塔に侵入するが、塔中腹にある核に接近したためかメルヒェンの襲撃を受けて全滅。その遺体を発見したジャックたちにより、彼らとは知らずに調査隊の遺品と一緒に核付近に埋葬された。結果、ジェイルの擬態によって「メルヒェン人間」とでもいうべき存在となって復活し、塔を登るジャックたちをサポートした。また、調査隊の遺品も一緒に取り込まれたことで調査隊隊長の記憶を引き継いでいる。
メルヒェン人間は核なしでは生きられないため、物語終了後は脱出を目指すジャックとは顔を合わせず、核が存在する可能性を求めて地下洞窟へと消えた（1作目での詳しい行動は小説版『神獄塔メアリスケルター 光の在処』を参照）。
『2』では序章からメインキャラクターとして登場し、血花代行とタイヨウ教団が行っていた依頼のやり取りを担当する。
神獄塔 メアリスケルターFinale
1作目の小説版で起きた“ある出来事”により、首の辺りに傷がある。
普段はキャンプ地で様々な雑用をこなしていて、裏で血式少女たちを支えている頼れるパートナー。
物語ではジャックたちに同行する。
つう
声 - 阿部里果
名前の由来は「鶴の恩返し」。
誕生日：3月14日
『神獄塔メアリスケルター2』で初登場したキャラクターで、今作の主人公。15歳。凛々しい性格で、人魚姫とは夫婦であるという。ジョブカテゴリは、つう専用のアルタイル系。
普段は王子様のように振る舞うが、年頃の女子らしい様子も時々見せる。胸が大きく、普段は晒しで抑えているがそれでも目に見えて大きい。人に感謝されると、「貸しだよ」と返す。
赤ずきんと人魚姫と共にジャックとアリスを救助するもナイトメアに襲われ、その戦闘中アリスの暴走により人魚姫とジャックと共に崖下へ落下してしまう。
ナイトメアとなったジャックとは意思疎通ができる。戦闘でもセット扱いであり、パーティから外せない。ジョブの名前（"ヘラクレス"や"スターゲイザー"など）にはとある共通点があるが、「鶴の恩返し」との関連性は全くない。
血式リビドーは「恩を返したい」。誰かに感謝するとその恩を返すことで頭がいっぱいになってしまうため、前述の「貸し」を返したと認識することで対応している。
実はその正体は、人魚姫を救うために未来から“過去”へと飛んだ“ナイトメア”であり、そして、1作目（と『1』のリメイク版）に登場した都庁ナイトメア（旧）が実はつうだったことが終盤で明らかになった。
血式能力は竹の球体を出現させ、専用の穴や沈んだ通路を埋めたり、スイッチの重しにしたりすることができる「バンブーウィーバー」。
神獄塔 メアリスケルターFinale
『1』のリメイク版での出来事で、“本当の世界”に戻ることができ、人魚姫との“再会”も果たすことができた。
前作『メアリスケルター2』での困難を乗り越え、本作では“相棒”のジャックや人魚姫と共に脱獄のために奮闘する。

### 血式少女隊
メルヒェンと戦える力を持つ少女たち。『2』では新たにつうと、1作目の前日譚にも登場した人魚姫が新メンバーとして登場した。
アリス
声 - 上坂すみれ
名前の由来は「不思議の国のアリス」。
誕生日：11月27日
神獄塔 メアリスケルター
ジャックの幼馴染で、今作のメインヒロイン。黒いボブカットが特徴で、普段つけている十字型のヘアピンはジャックからもらったもので、一つしかない。一人称は「私」。真面目でクールな性格。ジョブカテゴリと初期ジョブ共にファイター。
かつて化け物だといじめられたときにかばってくれたジャックには心を開いており、彼に危害が及ぶものなら途端に我を失う。
ジャックと共に”ジェイル”に囚われていた所を赤ずきんに救出された。
救出後、街へ向かう道中にブラッドスケルター化してしまい、ジャックを攻撃してしまうが、その時に偶然ジャックの血が付着し元の姿に戻る。この出来事がきっかけで"ブラッドスケルター化"を解除する方法が確立された。
そして、”覚醒状態”であるジェノサイドモードではヘアバンドがウサギの耳のようになり、”暴走状態”のブラッドスケルターモードでは左腕が化け物・右腕が剣・両足が具足、という姿になる。
血式リビドーとして「理不尽を追求したい」という衝動を持つ。また、他にも「お茶会」に強い興味を持っている。血式能力はセーブ・脱出ポイントを任意の場所に設置する「ワンダーホール」。同時に設置できるのは1か所のみ。
神獄塔 メアリスケルター2
いくつかの負の連鎖が重なったことで穢れが前作より溜まった状態でブラッドスケルター化した結果、ジャックでも即座に浄化できず彼に致命傷を負わせてしまう。ジャックたちが地下へと消えた後はしばらく行方不明であったが、元街道沿いエリアにて当時と変わらない姿でブラッドスケルター化もなぜか解けた状態で再会し、髪飾りも付いたままだった。だが、その経緯はあまりにも残酷で、彼女は核によって知らないうちに擬態化されていた。
そして最終的には、ナイトメア・ラブを倒した後に、監獄塔の上層ナイトメアが出現してしまい、ナイトメアからジャックを守るために彼をかばった時に胸を貫かれてしまい、命を落としてしまう。
血式能力は前作の「ワンダーホール」からジャックの「メアリガン・リバーサー」を基にした前方へ大きく飛び出す「ラビットジャンプ」に変更されている。
神獄塔 メアリスケルターFinale
今作では、"Finale"の鍵を握っているアリス。処刑台少女の猛攻で全員がバラバラになった後は、ジャックとの再会を願いながら、メアリーやシャーロットと行動を共にする。
赤ずきん
声 - 大久保瑠美
名前の由来はグリム童話「赤ずきん」。
誕生日：9月29日
神獄塔 メアリスケルター
最初に発見された最年長の血式少女で、血式少女隊をまとめている。20歳。一人称は「あたし」。髪はショートヘアで、ボーイッシュな服装をしている。
ジャックとアリスを牢獄から助け出した。元気な性格で、おおざっぱな面もある。迂闊なことを口走って人を傷つけることがたまにある。
親指姫と眠り姫からは「赤姉」、白雪姫からは「赤姉様」、ジャックやアリス、シンデレラからは「赤ずきんさん」と呼ばれている。ジョブカテゴリと初期ジョブ共にリベロ。
お姉さん気質で頼りがいがあるが、背負い込みがち。また、十島博士を実の親のように慕っており、妄信的といえる。
ジェノサイドモードでは髪飾りが獣の耳のようになり、ブラッドスケルターモードでは左手が鋏・それ以外の手足と尻尾が狼・獣の耳が生えた頭巾、という姿になる。
血式リビドーとして、「頭を覆っていたい」という衝動を持つ。そのため、彼女の職業衣装は必ずフードが付いている。血式能力は鋏で正面の物体を切断する「ボディニッパー」。
神獄塔 メアリスケルター2
髪留めが赤色から青色に変わっている。長髪になり一纏めにして左肩から前に出している。人魚姫の悲劇が起こらなかったためか、穢れを蓄積させないという配慮に欠け、迂闊な発言が多くなっている。なお、変更された「青い」「長髪」は人魚姫にある特徴だが、関連性は不明。人魚姫からは「おねーちゃん」、つうからは「赤ずきん」と呼ばれている。
ところが、謎のナイトメアの襲撃で黎明が壊滅してしまい、博士も命を落としてしまう。心に大きな傷を負い、その怒りでブラッドスケルター化してしまい、後に元駅構内エリアでつうたちに発見された。そしてその出来事がきっかけでナイトメアへの復讐心を抱いてしまう。
神獄塔 メアリスケルターFinale
今作の主人公の一人。“一番年上”というプライドがあるのか、“お姉さん”として血式少女たちをまとめてきた。ところが、実の父親がジェイルの黒幕だったことが判明したことが、彼女の心に暗い影を落とすきっかけになってしまう。
普段は明るく元気な様子で振る舞っているが、内心では自分自身に自信がもてない。
処刑台少女の猛攻で仲間たちがバラバラになってしまったが、親指姫とシンデレラとの合流にかろうじて成功する。
親指姫
声 - 高橋李依
名前の由来は「親指姫」。
誕生日：7月30日
神獄塔 メアリスケルター
三姉妹の長女。赤色の長いツインテールが特徴。一人称は「私」。14歳。
妹2人より身長が低いので、よく末っ子と間違えられる。
赤ずきんからは「親指」、妹の白雪姫と眠り姫からは「親指姉様」と呼ばれている。ジョブカテゴリと初期ジョブ共にマジシャン。
やや突っ走りがちであるが、妹思いの少女。きついところもあるツンデレ気質。
ジェノサイドモードではリボンが羽のように広がり、ブラッドスケルターモードでは下半身と両腕が花弁を模したパーツで覆われてティアラが頭に着く。
血式リビドーとして、「自立したい」という衝動を持つ。また、狭い所にこもるのも好きだが、恥だと考えていて滅多にその姿は見せない。血式能力は任意のアイテムを小型化できる「プチプリンセス」。用途がかなり限られるが、一部アイテムは売値が大幅に上がるなどの特殊な効果がある。
神獄塔 メアリスケルター2
赤色の長いツインテールなのは変わっていないが前髪が前作より伸びており目に掛かっている。
『電撃PlayStation』で連載した『獄中童話幻日譚』で発生したタイヨウ教団の"ある事件"により、妹の白雪姫、眠り姫と一緒に元々所属していたタイヨウ教団へと戻る。
その"事件"をきっかけに、副教祖「陽司（ひつか）」を務めることになるが、教団内での争いごとに関わっていくうちに周りを信用しない疑心暗鬼な性格へと変貌してしまった。元々他者へのあたりが強めだったが、それがさらに顕著となっている。当初は教団員が安全に過ごせる場所を探すように依頼してくるものの、危険が及ぶ行為は一切手伝おうともせず丸投げしてくるなど、横柄極まりない態度をとる。
性格こそ変わってしまったが妹思いなのは変わらずで、妹がナイトメアに襲われた時は激情を露わにしていた。よく妹をしかりつけたりするのもその延長であるが、それがかえって溝となってしまっており、悩み苦しんでいる。
神獄塔 メアリスケルターFinale
処刑台少女の猛攻ではぐれてしまった妹たちをとても心配している。
運よく合流できた赤ずきんやシンデレラと共に妹たちを探すために“悪食の監隊塔”を目指す。
白雪姫
声 - 高野麻里佳
名前の由来は「白雪姫」。
誕生日：7月30日
神獄塔 メアリスケルター
三姉妹の次女。おかっぱ頭と大きな帽子が特徴。一人称は「白雪」で、敬語で話す。14歳。ジョブカテゴリと初期ジョブ共にサイエンス。
おとなしく優しい性格であるが、時折毒のあるセリフが出てくる。
ジェノサイドモードでは帽子がリンゴ状になり、ブラッドスケルターモードでは髑髏マークの球体が周囲に浮かぶ・肩の辺りはドレスのようなパーツ・ティアラが頭に着く、といった姿になる。
血式リビドーとして、「鏡を見たくない」という衝動を持つ。血式能力はひびの入った壁を破壊できる爆弾を置く「ポイズンボム」。ただし、爆発時に隣接していると自分もダメージを食らってしまい、近すぎると毒のデバフが付与してしまう。
神獄塔 メアリスケルター2
副教祖「陽司（ひつか）」を務める。誰にでも優しく柔らかく接するが、それ故に教団内での信者同士のトラブルではうまく仲裁することができない。
神獄塔 メアリスケルターFinale
地下監獄からの脱獄を経て理知的な面の成長を遂げたが、相変わらず健気でおっちょこちょいなところは変わっていない。
処刑台少女の猛攻で全員が散り散りになってしまった後は、かぐや姫やジュウと共にはぐれてしまった姉妹や仲間たちを探すことに。
眠り姫
声 - 長久友紀
名前の由来は「眠れる森の美女」。
誕生日：7月30日
神獄塔 メアリスケルター
三姉妹の三女。3人の中では一番身長が高く、抜群のプロポーションを誇る。14歳。緑のロングの癖っ毛とバラのような髪飾りが特徴。一人称は「ボク」だが、口数が少ないので首を振ることで意思を伝える。
親指姫からは「ネム」、白雪姫からは「ネムちゃん」、ラプンツェルからは「ねむねむ」と呼ばれている。ジョブカテゴリと初期ジョブ共にアーチャー。
ジェノサイドモードでは髪飾りが茨のようになり、ブラッドスケルターモードでは左腕に大きな弓矢・それ以外の手足と首に茨、といった姿になる。
血式リビドーとして、「眠りたい」という衝動を持つ。血式能力は正面に7マス進む矢を放つ「ローズアロー」。燭台を経由すると着火機能が追加される。矢が通った場所は通過した扱いでマップが開示されるため、見通す用途でも使える。
神獄塔 メアリスケルター2
ロングからショートに髪型が変わっている、また髪飾りの薔薇が赤色から青色に変更されている。副教祖「陽司（ひつか）」を務めており、口数が少ないので言葉を話せるよう努力しているが思うようにはいっていない。また、居眠りしているシーンが少ない。つうからは「眠り」、人魚姫からは「ネムちゃん」と呼ばれている。
神獄塔 メアリスケルターFinale
処刑台少女の猛攻で姉たちとはぐれてしまうが、自分よりも幼いラプンツェルやシラ（火あぶり柱）を前に、姉たちのように自分も彼女たちを守りたいと思うようになる。
かぐや姫
声 - 五十嵐裕美
名前の由来は「竹取物語」の登場人物「なよ竹のかぐや姫」。
誕生日：8月10日
神獄塔 メアリスケルター
和服を着た少女で、毛先を揃えた黒髪を赤いリボンでツインテールのように結んでいる。一人称は「わらわ」で、敬語で話す。面倒くさがりである。サボるための道具を七つ持っている。
基本的に「バンブー1号」に乗っている。ジョブカテゴリはアーチャーで、初期ジョブはスナイパー。
かつて育ての親にひどい仕打ちを受けたため、人間を信用しておらず、黎明の活動にも非協力的である。
ジェノサイドモードではリボンが月とウサギの耳のようになり、ブラッドスケルターモードでは服が着物の特徴を残しつつも隠しているのが胸だけの形になる・バンブー1号が三日月のような姿、といった姿になる。
血式リビドーとして、「5つの宝物を手にしたい」という衝動を持つ。この宝物はかつて村人に捨てられてしまい、それが無気力化の原因でもある。血式能力は迷宮のトラップによるダメージを無効化できる「タケプロテクター」。
神獄塔 メアリスケルター2
全体的に髪をおろしており、右側の髪の一部を青いリボンで括っている。前作では血式隊員の腕環を体の赤い帯に通していたが、今作では腕に付けている。
調査活動については、前作とは違い協力的になっていて、これは、赤ずきん同様メンタルケアが必要だと知らなかった博士に「真面目にやるか実験体として役に立つか」と脅迫されたためで、内心から真面目になったわけではない。
そのため、サボるための七つ道具は真面目にやっているように見せかける七つ道具に変化している。上記の五つの宝については不明。
ゲーム本編では、旧寺院エリアでブラッドスケルター化している状態で発見され、その状態だと近距離攻撃が苦手な彼女でも一撃が重く、つうたちが苦戦を強いられるほどのパワーを持つ。
神獄塔 メアリスケルターFinale
相変わらずの引きこもりっ子だが、地下監獄からの脱獄で築いた仲間との絆から、様々なことに耳を傾ける優しさを持ち合わせるようになり、そのおかげで本来の飄々とした性格も合わさり、物事をグラバーな目で見れるようになる。「バンブー1号」は健在。
処刑台少女の猛攻で全員がバラバラになってしまった際にジュウや白雪姫と合流する。
シンデレラ
声 - 今井麻美
名前の由来は「シンデレラ」。
誕生日：6月27日
神獄塔 メアリスケルター
二人目の血式少女。腰くらいの長さの青い髪の一部を、耳の上あたりで結んでいる。18歳。一人称は「私（わたくし）」で、お嬢様口調が特徴。シンデレラのシンボルであるガラスの靴はイヤリングになっている。
ジョブカテゴリはファイターで、初期ジョブはマーシャル。
黎明初期メンバーが全滅するよりも前に博士に拾われた。成長具合から3歳と推察され、拾った日をシンデレラの誕生日としている。
しっかりしているようで出撃したまま迷ったり、掃除を趣味としたりと見た目から受ける印象とはかなり異なる内面を持つ。また、卑屈な内面を抱えており、血式リビドーの不成立で精神状態が悪化すると「着飾らないと誰も自分のことを見てくれない」という強迫観念に駆られてしまう。
彼女と同じ「シンデレラ」を基にしたナイトメアは、かぼちゃを中心としガラスの靴やネズミといったパーツを持つ。
ジェノサイドモードではリボンが時計のようになり、ブラッドスケルターモードではドレスのスカートのようなパーツ・左足を負う具足・右足は炎、といった形となる。
また、他の血式少女と違いジェノサイドモードでは非常にネガティブな性格になるが、「わたくしに優しくない世界なんて、滅んでしまえばいいんですわ」といった破滅願望があるためジェノサイドモード特有の好戦的な性格なのは変わらない。
血式リビドーとして、「着飾りたい」という衝動を持つ。また、上記の通り掃除好き。血式能力は12秒間高速移動できる「12ダッシュ」。この間、ひび割れた床を壊れる前に移動できる。
神獄塔 メアリスケルター2
13歳の時に行方不明になった血式少女。一部の人たちには陽司殺害の容疑がかかっている。
シンデレラのシンボルであるガラスの靴は紐を通して首に掛けている。
後に、精神だけがブラッドスケルター化して行方不明当時の姿のままで登場する。動きを封じられて浄化されたことで精神は元に戻るも、体はそのままであった。記憶は当時のままであるため、環境の変化に非常に困惑している。
その失踪の真相は、たまたま聞いた「血式少女は7人必要」という博士の言葉を「8人目は血式少女隊から排除」と捉え、それが当時最も成績が悪かった自分になると思い込んでしまい、陽司の「血式少女はなぜ7人必要なんだ…」と呟いたことを聞いてしまったことがきっかけで脱走してしまい、そのまま元繁華街エリアへと流れつき、ブラッドスケルター化してつうたちに発見されるまで放浪していた。殺人疑惑については身に覚えがないというが、全くその通りで、実は陽司を殺したのはメルヒェンが核の力で擬態したニセモノのシンデレラで、その違いはガラスのペンダントの有無で分かる。そして、長期のブラッドスケルター化が原因で身体・精神の成長が停止してしまう。
神獄塔 メアリスケルターFinale
ジャックのおかげで、自分に自信を持てないネガティブさは減ったが、何かにつけて落ち込む癖は健在で、リアクションの激しさも相変わらず。
処刑台少女の襲撃でみんなとはぐれてしまうが、赤ずきんと親指姫に無事合流する。
ラプンツェル
声 - 小澤亜李
名前の由来は「ラプンツェル」。
誕生日：6月26日
神獄塔 メアリスケルター
金髪碧眼の最年少の血式少女。一人称は「ラプンツェル」。
ジャックたちによって発見されたときは全裸だったため、親指姫のスペアの服を着ている。ボサボサだった髪もツインテールに結われた。しかし、それまで服を着ずに過ごしたこともあって脱ぐことに羞恥心がない。参戦後も時折全裸姿でいる。全裸の場合、髪の毛の塊と化す。
発見されるまでジェイルを食べて過ごしていた。ジェイルの細胞を口にすると思考能力が低下してしまうが、性格の幼さはそれに由来するものなのかは不明。
眠り姫やシンデレラからは「ラプラプ」と呼ばれている。ジョブカテゴリはリベロで、初期ジョブはピエロ。
ジェノサイドモードではリボンがレタスのようになり、ブラッドスケルターモードでは両腕に塔のようなパーツが装着される。
血式リビドーとして、「髪を伸ばしたい」という衝動を持ち、普段は黒いリボンでツインテールにしている。血式能力は正面4マス先までにあるアイテムを回収したり情報にある仕掛けを掴む「ヘアー！」。
神獄塔 メアリスケルター2
前作と同じように全裸で過ごしていたがつうたちに発見される。前作と違い髪はツインテールではなくポニーテールに結われていて、大人っぽさを感じるようになっている。
神獄塔 メアリスケルターFinale
ジャックたちのおかげで、人間社会を少しずつ学んでいき、成長していった。しかし、まだまだ非常識なところもある。
グレーテル
声 - 種﨑敦美
名前の由来は「ヘンゼルとグレーテル」に登場する主人公兄妹の妹「グレーテル」。
誕生日：6月22日
神獄塔 メアリスケルター
淡い金髪で、眼鏡をかけた少女。一人称は「私」。長い髪の一部を三つ編みにしヘアバンドをしている。笑うと口角を吊り上げたような形の笑い方になる。
発見されたときはナイトメアである兄のヘンゼルと行動しており、メルヒェンを「かわいい」と言っていた。ジョブカテゴリはサイエンスで、初期ジョブはミミクリー。
ナイトメアとともにメルヒェンが日常的にいる中で生活をしていたためメルヒェン寄りの立場にあり、住処に侵入してきた人間を殺すことにためらいはない（一度は信用して見逃したこともあったが、増援を呼ばれたのも人間軽視の理由の一つ）。独特の価値観をしており、ヘンゼルの消滅後は色々あって黎明に所属することになる。
兄のヘンゼルはお菓子を纏った大男のような姿をしており、侵入者に容赦はないが他のナイトメアに比べると温厚な性格。
ジェノサイドモードでは髪飾りが口のようになり、ブラッドスケルターモードでは両手両足に具足・巨大な宙に浮く手が鎌を持つ、といった形となる。
血式リビドーとして、「好奇心を満たしたい」という衝動を持つ。また、お菓子好きでそこにあれば他人の物を奪い取ってでもひたすら食べ続ける。血式能力は正面3マス先にパンを投げ落とし次の発動でその場所に瞬間移動する「ブレッドポータル」。事前に使っておけば、ナイトメア空間からの脱出にも使えたりする。
神獄塔 メアリスケルター2
ヘアバンドが無くなっている。またジャケットは変わらないが、ベルトやストッキングが無くなり端がボロボロになった黒い服を着ている。
黎明メンバーが少ない状態で出会い、そのメンバーも心優しい人魚姫と彼女に心酔するつうであったため確執が少なく、ヘンゼルは戦闘後に殺されることなく拠点メンバーに加わることになる。ただし、核は破壊されているため不死性は失われたまま。
ところが、“ある出来事”でヘンゼルは謎のナイトメアによって殺されてしまう。
神獄塔 メアリスケルターFinale
ジャックたちと行動を共にしてきたおかげで、ある程度の常識を身に着けたが、しばしば衝動が抑えきれないことが多々。
ハーメルンをよくからかっている。しかし、処刑台少女の猛攻を受けた際に、重傷を負ってしまう。
ハーメルン
声 - 今村彩夏（『1』、『2』）、河野ひより（『Finale』）
名前の由来は「ハーメルンの笛吹き男」。
誕生日：4月26日
神獄塔 メアリスケルター
10人目の血式少女。一人称は「ワレ」。褐色の肌と長い銀髪が特徴で、黒いマントと大きな帽子を身に着けている。よく尊大な態度を取ろうとするが、大抵噛むので決まらない。
ジョブカテゴリはマジシャンで、初期ジョブはネクロマンサー。
小説版に登場しゲームのストーリー上では仲間になることがない隠しキャラクター。そのため、本編では彼女に対応したナイトメアは現れない。
血式リビドーとして、「約束を守りたい」という衝動を持つ。血式能力は正面3列7マス先までにあるアイテムを回収できる「磁力ピッコロ」。また金属製の塊を1マス動かす能力がある。
漫画などから知識を得ているため情報が偏っており鬼ごっこを「鬼が追いついた逃げ役を殺す遊び」と違う覚え方をしている。また、漫画でよく登場する「仲間」という存在に憧れている。
神獄塔 メアリスケルター2
前作では隠しキャラクターだったが今作ではストーリー上で仲間になる。人魚姫のジョブカテゴリがマジシャンであるため、ジョブカテゴリと初期ジョブ共にファイターに変更されている（ハーメルン曰く「魔王」ではなく「勇者」）。
漫画で見た勇者というものに憧れている。また、笛を吹くことで近隣のメルヒェンと交流することができ、自身の配下としている（そのことについては『神獄塔メアリスケルター 〜光の在処〜』を参照）。
血式能力である「磁力ピッコロ」は新たに"ブラッドファーム"で植えた「血花」を回収する機能が追加された。
神獄塔 メアリスケルターFinale
『1』、『2』でジャックたちと出会い、仲間というものを知り、成長していった。
処刑台少女の猛攻で大切な仲間たちとはぐれてしまった後は、くららやグレーテルと共に脱獄を目指す。
人魚姫
声 - 洲崎綾
名前の由来は「人魚姫」。
誕生日：5月23日
神獄塔 メアリスケルター
故人。享年5。『電撃PlayStation』で連載した『獄中童話前日譚』で登場したキャラクター。
赤ずきんが10歳の時にプレゼントで貰った血式武器のハサミの試運転のため水族館に出向いた際、メルヒェンの集団に襲われているところを赤ずきんに助けられる。
その時点で髪は白く染まり足にはピンク色の鱗が生えているなどジェノサイド化しかけており、その後再びメルヒェンの襲撃を受けてジェノサイドモードになったと思われたが暴走し赤ずきんに襲い掛かる。
赤ずきんの静止を受けても襲いかかり最終的に赤ずきんが無意識に突き出したハサミに胸を貫かれて死亡。
後にこの暴走状態は「ブラッドスケルター化」と命名され、血式少女のジェイル内での活動に慎重を期することとなった。その後、遺体はブラッドスケルター状態のまま火葬されずにそのまま墓地に埋葬された。
本編開始前には命を落としてしまっているため、ゲーム本編では赤ずきんの話の中でしか登場しない。
この件は赤ずきんにトラウマを残すことになった。
ところが、『神獄塔 メアリスケルター』のリメイク版で、埋葬された彼女の遺体が亡くなった時の状態のままで残されていたことが明らかになった。
名前に「姫」とつくが、三姉妹とは無関係な様子。また、「人魚姫」を基にしたエリアやナイトメアは登場しなかったが、実際には存在していたもののやや奥まった場所にあったためであったからのようである（作中で見つかる地下洞窟の近く）。
神獄塔 メアリスケルター2
つうの一番大切な仲間として登場。今作のメインヒロイン。15歳。
心優しい性格で、その歌声はメルヒェンやナイトメアの心にさえ響く。しかし、胸が小さいことを密かに気にしており、その話題になると不機嫌になる。ジョブカテゴリはマジシャンで、初期ジョブはセラピスト。
赤ずきんとつうと共にジャックとアリスを救助するも、ナイトメアに襲われその戦闘中アリスの暴走によりつうとジャックと共に崖下へ落下してしまう。
水族館跡エリアで一度ブラッドスケルター化してしまうが、つうをかばったナイトメア・ジャックの血が偶然付着したことで元の姿に戻る。そして水族館跡エリアの核の守護者戦でメルヒェンがつうに襲おうとした所を大声で止めるなど、大胆な行動に出ることがたまにあるが、その行動が功を奏し、グレーテルを「少し興味が沸いたわ」と仲間に加えさせるほど。
血式リビドーは「歌いたい」。ただし、解消にはマイクを使わないといけないらしく、作中イベントでは周囲に人がいないところでよく歌っている（人魚姫曰く恥ずかしがるため）。
血式能力は火を消す能力と通路を遮る流水を凍らせる冷気の矢を発射する「フローズンティアー」。眠り姫の「ローズアロー」と同じように矢が通った場所は通過した扱いでマップが開示されるため、見通す用途でも使える。
神獄塔 メアリスケルターFinale
前作で定められた”自らの運命”を乗り越え、心身共にたくましく成長した。
処刑台少女の猛攻で全員が離ればなれになってしまった後は、つうやジャックと共に”悪食の監隊塔”を目指す。

### 『Finale』で初登場する”血式少女”と”血式少年”
メアリー
声 - 中村温姫
由来となる童話は「マッチ売りの少女」。数ある物語の中でも珍しい「名前の無い主人公」かつ「誰にも相手にされないまま果てる主人公」の血式少女であるため、本来ならばあらゆる物語に干渉できない、誰からも認識されない“はず”だった。しかし、「傍観者」シャーロットが“視た”こと、そして「メアリー」という名前を与えたことで、ほんの少しだけだが物語、運命に入り込んだ。
誕生日：7月28日
神獄塔 メアリスケルターFinale
新たに登場したキャラクターで、今作の主人公の一人。ずっとジャックやアリスと同じ解放地区で暮らしていたが、あまりにも存在感が薄すぎるが故に他人に認識されることのないまま一人で過ごしていた。彼女はそんな孤独を好んで受け入れていて、マッチを擦って幻を見ては一人で笑みを浮かべるなど、ポジティブに生きている。
唯一自分を認識してくれて名前を与えてくれたシャーロットにだけは、ひねくれてはいるが親愛している。処刑台少女の猛攻で全員が散り散りになった後は、シャーロットやアリスと行動を共にする。
ジョブカテゴリは固有ジョブの“カクレモノ”。そして彼女の戦闘コマンドにも"マッチを擦る"という固有コマンドがあるなどその戦闘能力には少し謎がある。
血式リビドーは「現実逃避したい」。休息の時間はほぼ常に妄想に耽っており、あまつさえより良い充実感を得るために、残り少ないマッチを浪費することすらある。
血式能力を2つ所持しており、ひとつは「灯火に浮かぶ理想郷」。マッチが灯っている間はメアリー（もしくは、メアリーと手を繋いでいる人間）の妄想が宙に浮かび上がり、それを観ている人間に“体感”させる。この虚像は視覚のみならず、五感の全てを完璧に再現するため、例えば血式少女に対して理想環境を映すことで精神的充足感を与え、“穢れ”を下げることも可能。しかしこの能力の真価はジェイルの核との併用によって発揮される。マッチを灯したまむ核へと放り込むことであらゆる妄想を具現化ーー“創生”できる。例として、メアリーとシャーロットの服、メアリーの召し使いはこの核との併用によって“創生”したもの。群を抜いて強力な血式能力だが、手持ちのマッチが尽きてしまうと、メアリーは必ず死ぬという危険な制約をはらんでいる。ふたつめの血式能力は「エアーヒューマン」。存在感を極限まで下げるとこで、レーザーセンサー系トラップを素通りできるようになり、虐殺鬼ごっこにおいてもナイトメアがパーティーを見失って立ち止まる（ただし、接触すると戦闘に入り、メルヒェンとのエンカウント率も変化しない）。
名前のオリジン（原点）は、付けたシャーロットにもわかっていなかったが、「アリス」のモデルとなった少女アリス・プレザンス・リデルの実妹「イーディス・メアリー・リデル」から取られているーーシャーロットはメアリーを「もう一人の妹」として受け入れたのである。
シャーロット
声 - 下田麻美
由来となる童話は自身にも判断がついていないが、「主人公ではなく傍観者である」ことだけは理解できている。幼い頃の記憶はなく、解放地区で孤児として拾われ、育った。彼女を保護した大人から名前をつけてもらっていたが、後年、名前をつけてあげたメアリーに名を問われた際、電撃的に脳裏に「シャーロット」という“本当の名前”が浮かび、以降はそう名乗っている。
誕生日：1月31日
神獄塔 メアリスケルターFinale
メアリーと同じく、今作で新たに登場したキャラクター。ジョブカテゴリはメアリーやつうたちと同じ固有ジョブで、初期ジョブは"ストーリーテラー"。彼女は、メアリーと同様にジャックと同じ解放地区で暮らしていた"謎のお姉さん"。
なぜかジャックや血式少女たちのことを知っていて、さらには彼らにしか知らない秘密やその真実をも熟知している。自分自身が血式少女であることは知っていたが、黎明に参加するよりも、メアリーと一緒に解放地区で陰ながら生活していくことを選んでいた。処刑台少女の猛攻で散り散りになってしまった後は、メアリーやアリスを守るために戦いに参加する。
由来となる童話は「不思議の国のアリス」。その物語に登場するアリスのお姉さんであり、「アリス」のモデルとなった少女アリス・プレザンス・リデルの実姉「ロリーナ・シャーロット・リデル」を名前のオリジン（原点）としており、メアリーという「もう一人の妹」を決定したことで、血式少女として物語（運命）に干渉可能となった。
「傍観者」に相応しく、その血式能力は「千里アイ」。原典では「最初から最後の直前まで本を読み続けている」ため、「“最期”を除くあらゆる事象を俯瞰する」ことができるのだが、Finale（最期）に近づいていること、そしてとある理由により本人が、無意識に俯瞰することを拒否しているため、ゲーム中ではダンジョン攻略のヒントを“視る”ことしかできなくなっている。
血式リビドーは「アリスの将来を想う」。比較的条件が緩いリビドーのため、シャーロットの精神状態は基本的に安定しているが、アリスが危機的状況に陥ると途端に冷静さを失ってしまう。加えて、もしもアリスが“最期”を迎えてしまった場合は、必然としてシャーロットは発狂死することが決まっている。
ジュウ
声 - 酒井広大
誕生日：8月16日
神獄塔 メアリスケルターFinale
メアリーやシャーロットと同じく、新たに登場したキャラクターで、今作の主人公の一人。
全てが謎につつまれている記憶喪失の少年。冷静的で合理性を重視する性格で、目的のためには冷酷秩序な雰囲気で振る舞えるほど。
「大切な妻を探さなければいけない」 「自分は"監獄塔"であり"血式少年"である」という記憶の断片だけを頼りに行動している。処刑台少女の猛攻で全員が散り散りになった後は、白雪姫やかぐや姫と出会い、共に行動することになる。

### 地上の生き残り
『Finale』で新しく登場するキャラクター。
ライリー
声 - 東城日沙子
ライカード島のスラム街に住んでいる少女。実妹のエリーと2人きりだったところを、義妹のレイチェルの両親に拾われ、それから共に暮らしている。レイチェルの両親には感謝にはなく、「お義父さん」、「お義母さん」と慕っている。
2人の妹のことが大好き。
エリー
声 - 藤本彩花
ライカード島のスラム街に住んでいる少女。ライリーの実の妹だが、最近は姉の義妹のレイチェルばかり可愛がっていると思い、少し嫉妬している。ただ、自分もレイチェルのことが大好きなので、結局許してしまう。
レイチェル
声 - ???
ライカード島のスラム街に住んでいる少女。あまり状況の判断ができないほど幼いが、2人の姉にしっかり守られている。
そんなライリーとエリーがレイチェルは大好き。

### 黎明解放戦線
主に拠点の施設に滞在している。
『2』では襲撃してきた謎のナイトメアにより、ほぼ全滅してしまう。
十島博士（とおじまはかせ）
声 - 山本兼平
長い白髪の年配の男性。
温厚な人柄であるが、ジェイルの研究のことになると目の色が変わる。
かつての調査隊のメンバーであり、後述する「スナーク」に襲撃されて生還した数少ない人間。
ハル
声 - 亀山雄慈
黎明の整備班の男性。髪はぼさぼさで、右目に黒い眼帯をしている。
『Finale』ではジュウたちと行動を共にする。
上島視子（うえしま みこ）
声 - 笹本菜津枝
黎明の救護班の女性。28歳。
救護班として血式少女隊の健康に気を配っている。一方、研究者でもあり、十島博士には嫉妬に近い念を抱いている。
神獄塔 メアリスケルターFinale
尊敬していた人物が黒幕だったことはショックであったが、どこか勘づいていた部分もあり、その後悔からか、以前より思い切って行動することが増えた。物語ではジャックたちと行動を共にする。
くらら
声 - 中島唯
誕生日：10月8日
ハルの助手で、彼のことを「師匠」と呼んでいる。どこからともなくアイテムを入手してきては、それを売りに出している。
その名前のため、最初は博士に血式少女と思われたが、すぐに勘違いと判明したという過去がある。
『2』ではなぜか黎明メンバーには加わっておらず、行商人を師匠としている。当然拠点にはおらず、ナイトメアに襲撃されずに済んだ。
神獄塔 メアリスケルターFinale
今作の主人公の一人。地下の解放地区でハルの助手をしていた、何者でもない普通の少女。
ところが、とある理由で“血式少年”としての力を得ることになり、処刑台少女の猛攻で全員が散り散りになった後は、ハーメルンとグレーテルと行動を共にする。
門脇永遠（かどわき とわ）
声 - 落合福嗣
常に笑顔を絶やさない大柄な門番。
実は家族をメルヒェンに殺されたことで性格に歪みが生じており、研究済みの廃棄メルヒェンをいたぶるという趣味を持っており、この時の彼は非常に悪辣である。
神獄塔 メアリスケルターFinale
黎明の博士や、血式少女の正体を知って以来、どこか不信な目で見るように。
物語ではジュウたちと行動を共にする。

### タイヨウ教団
大陽女（おおひめ）
声 - 吉岡麻耶
「タイヨウ教団」の教祖。一人称は本名の「ミチル」。
まともに会話が成り立つときもあるが、多くの場合は何を言っているのかよく分からないやや狂人めいた発言を繰り返す。
彼女が生まれた時にはすでにジェイルは出現している状態だったため、なぜ太陽のことを知っているのか訝しまれている。
実は血式少女とは異なる経緯で生まれた、限りなく人間に近いメルヒェンとでもいうべき存在。そのため、知らず知らずのうちにスナークに操られていた。狂人状態もその影響である。
三姉妹は教団が運営する孤児院にいたことがあり、彼女を姉のように慕っている。
実は、ジェイル出現の中心地そのものにいた人物を基に、彼女と子供たちの精神が混ざり合った存在。スナークの想像以上にジェイルに近い存在であり、ジェイルの肉を食べても影響はなく、精神の異常化は接触してきたスナークの意志を受けて擬態した結果であった。
神獄塔 メアリスケルターFinale
“地上に行く”という目的を達成したことで、どこか雰囲気が軽くなった感じがするが、不思議な発言で人々を翻弄するところは変わらず。物語ではジャックたちに同行する。
陽司（ひつか）
声 - 土岐隼一
「タイヨウ教団」の副教祖「陽司（ひつか）」。本名は「千昭」。
実はミチルの弟であるが、組織の都合上そのことは隠している。姉からは「ちーちゃん」、親指姫からは「ちー」と呼ばれている。
実質的な教団の運営者であり信者を大切に思っているが、一方でミチルに対し善意であれ悪意であれ一方的な理想を押し付けようとする信者を嫌っている。
実は、ミチルの「弟がいた」という記憶をもとに創り出された存在。
神獄塔 メアリスケルターFinale
昔は冷静で多少威圧感があったが、地上に行ったことで肩の荷が降り、昔ほど警戒心を露わにすることがなくなった。物語ではメアリーたちと同行する。

### 小説版の登場人物
ヒカリ
声 - 沼倉愛美
マモルの幼馴染。16歳。ピンク色のボブカットの両サイドに黒いリボンを付けている。
明るく優しい少女で、ひまわりのような笑顔が特徴。マモルが悪いことをして注意すると、彼に言いくるめられ、結局共犯者になってしまう。
マモルとともにメルヒェンの人間狩りに遭い、捕まってしまった。
後にマモルらとともに全滅・復活するが、強い願いを抱いていたため、ウィッチクラフト（白い核）の力で天使のような姿へと変化する。その後、ジェイルからの脱獄は彼女の助力で行われることになった。
『2』では医務室担当。
神獄塔 メアリスケルターFinale
物語ではマモルと共にジャックたちに同行する。
地上に出た際、処刑台少女（ジェノサイド・ピンク）たちに唯一対抗できる力を持っていたが、身体を何者かが放った槍に貫かれてしまう。
カエデ
声 - 三浦槙子
イツキの幼馴染。28歳。茶色の長髪を持つ女性。
捕まったヒカリを見てメルヒェンに対しても啖呵切るなど気が強い。視子とは知り合いのようだが、数年前に“喧嘩別れ”してしまう（詳しくは『神獄塔メアリスケルター 〜光の在処〜』を参照）。
『2』では道具屋担当。
神獄塔 メアリスケルターFinale
1作目の小説版で起きた“ある出来事”で出来た傷を布で隠している。
普段はキャンプ地の物資販売所にいて、色々と使える物を物色し、販売している。
戦う力はなくとも、陰ながら血式少女たちを支えている。
離れ離れになってしまったイツキのことを放っておけず、心配している。
物語では、くららたちに同行する。
イツキ
声 - 阿部大樹
カエデの幼馴染。26歳。眼鏡をかけた緑色のポニーテールの男性。
冷静沈着にして頭脳明晰で、メルヒェンに攫われた道順を全て覚えているなど記憶力も高いが、一方で体力はヒカリより低い。
黎明の元研究班で6年前に研究班に加入し、1年前に抜けている。
『2』では研究室担当。
神獄塔 メアリスケルターFinale
1作目の小説版で起きた“ある出来事”で出来た傷が顔に残っている。
普段はキャンプ地の研究室におり、血式少女や地上の研究に明け暮れている。
物語では、シラ（火あぶり柱）たちに同行する。
タクミ
声 - 鳴海崇志
31歳。特技は機械いじり。
一人称が一定しておらず話すたびに変わる。
黎明の整備班に所属している。
『2』では工房担当。
神獄塔 メアリスケルターFinale
1作目の小説版で起きた“ある出来事”で出来た傷が右肩の辺りに残っている。
普段はキャンプ地の血式武器製造所におり、血式武器を分解したり、強化している。
物語ではイツキと共に、シラたちに同行する。

### 黎明初期メンバー
黎明結成時に中核となっていた主要人物たち。ジェイル発生から五年目に監獄塔への侵入を試みた際に「博士」を残し全滅している。
博士
研究班の班長。年齢は40代半ば。
監獄塔侵入メンバーの唯一の生き残り。
詳細は十島博士（とおじまはかせ）を参照。
助手
博士の第一助手。年齢は30代前半。
死亡描写無し。
隊長
自警隊の隊長。年齢は30代後半。
博士を守るため戦い死亡。
先生
救護班の班長。年齢は20代半ば。
突然現れたメルヒェンの大軍との戦闘で倒れた隊員に近寄ろうとしてメルヒェンに食い千切られて死亡。
お母さん
生活班の班長。年齢は20代後半。
発見された核の調査を待っている間の休憩中に、糧食を温めるための準備をしようとしたところで核から伸びた根に体を貫かれて死亡。
棟梁（とうりょう）
整備班の班長。年齢は50代後半。
死亡描写無し。

### 処刑台少女（ジェノサイド・ピンク）
ジャックたちが地上へとたどり着いた時に現れた謎の敵集団で、圧倒的な力の持ち主。
「ジェノサイド・ピンク」という呼称そのものは、地上の人間が“物語の主人公に擬態して産まれ落ちた少女”に付けたものであり、本来ならば「血式少女」と全く同質の少女たちを指していた。しかし十数年の月日の間に、あるいは同士討ちによって、そしてあるいは処刑台少女の3人に駆逐されてしまい、今ではギロチンたち姉妹を残すのみである。
処刑台少女たちも、元来は他のジェノサイド・ピンク（＝血式少女）と互角の力しか持っていなかったが、彼女らの「パパ」から様々な投薬、科学的人体改造、汚染生物（メルヒェン）・危険汚染生物（ナイトメア）の研究結果からのフィードバック技術による徹底的な肉体強化を受けており、加えて特殊な「ゴアスーツ」を纏うことで常時ジェノサイドモードを維持している。これら絶対的アドバンテージにより、アリスたち血式少女隊を容易く蹂躙する。
火あぶり柱（シラ）
声 - 田村奈央
誕生日：12月23日
『Finale』で新たに登場したキャラクターで、処刑台少女の4人の中で唯一パーティメンバーに加わる。今作の主人公の一人。処刑台少女の末妹で、わがままで生意気かつ強がりで、口が悪く執念深い性格。正式な名前は「火あぶり柱」だが、“シラ”と呼ばれている。人を火あぶりにしたい欲求を抱えている。
しかし、処刑台少女でありながら相手を傷つけることをためらっており、そのため他の処刑台少女（ギロチンら3人の姉）に見下され、咎められている。
通常の姿だと髪色が白と黒のシンメトリーのような感じになっていて、目の色も他の処刑台少女とは少し違う。ジェノサイドモードになると目の色が青になる部分が"血式少女"たちと異なる。ブラッドスケルターモードになると、角の数や長さ、武器も大きく変わり、"血式少女"たちのブラッドスケルター化とはその恐怖感も桁違い。"処刑台少女"としての本来の力を敵味方関係なく振るう。彼女にも職業（ジョブ）が存在し、ジョブカテゴリはつうやメアリーのように専用ジョブ。
ギロチン
声 - 長久友紀（イヤホンズ）
処刑台少女の長女で、リーダー格の少女。丁寧な振る舞いで敬語を使うため、一見すると礼儀正しい性格をしている。だが、その中身は残虐非道で人間を「ゴミ」扱いしていて、一片の慈悲も持っていない。
一度キレると言動が一変し、手が付けられなくなる。
アイアン・メイデン
声 - 高野麻里佳（イヤホンズ）
処刑台少女の次女。美しさにこだわり、同時にその美しさが壊れていくことに快楽を覚える刹那主義者。言動のすべてが刹那的であり、思慮深さは皆無に等しい。その分、突き抜けた残虐性は処刑台少女の中でも群を抜いている。
長女のギロチンと同じで、一度キレると言動が一変し、手が付けられなくなる。
首吊り台
声 - 高橋李依（イヤホンズ）
処刑台少女の三女。他の処刑台少女よりはまともな言動をするが、それとは裏腹に心の中はドス黒く歪んでいる。
表と裏の顔をうまく使い分けて他者を見下し、常にどう弄ぼうかと悪知恵を働かせている。そして他人のものをすぐ欲しがる癖があるが、そうやって手に入れたものもすぐに興味を失い、捨て殺してしまう。
他の2人（火あぶり柱〈シラ〉以外）同様、一度キレると言動が一変し、手が付けられなくなる。

### ナイトメア
ナイトメアの一部にはゲームのロゴマークをシンボルとして持っているが、これがナイトメアとしての証なのかは不明。
共通して、当初はある程度童話に関する姿を保っているが、外装を破壊すると醜悪な化け物の姿が露見する。
元街道沿いナイトメア
童謡「不思議の国のアリス」を基にしたナイトメア。シンボルは頭部の帽子に飾られている。
1作目では初めて倒されるナイトメアだが2作目では謎のナイトメアによりエリアが破壊されているため序盤ではエリア探索ができなくなっている。
「恋獄塔めありーすけるたー」で端役として立ち絵が使用されている。
元墓所ナイトメア
三姉妹の由来である童話に共通して登場する王子様を基にしたと思われるナイトメア。3人分であるためか、手が4本、脚が6本という姿になっている。シンボルは服の胸元に印刷されている。
「恋獄塔めありーすけるたー」で端役として立ち絵が使用されている。
旧寺院ナイトメア
童謡「かぐや姫」を基にしたナイトメア。シンボルは顔の正面に薄っすらと浮き出ている。
月と似たような本体からナメクジのように伸びた緑の目を持つ。
監獄エリアのナイトメアでで唯一巨大化する。
元繁華街ナイトメア
童謡「シンデレラ」を基にしたナイトメア。シンボルは舌先に浮き出ている。
ガラスの靴を履いた1本足と顔と、長い舌の付いた茶色のじゃがいものような本体に、頭部にネズミの集合体を乗せている。
部位破壊をした真の姿は脛辺りから長い舌が生えた一本足。
『2』では外見と中身が大幅に変わっており、茶色で小さめだった本体は大きな赤いかぼちゃに、頭部のネズミが王冠に代わっている。
部位破壊をした真の姿は一本足の上に巨大な頭部を3つ携えておりその内の正面の顔から長い舌が出ているというもの。
3つの顔の内の1つ（本体から見て右後ろ）は他の2つに比べて老けている。
ヘンゼルナイトメア（旧学生街ナイトメア）
童謡「ヘンゼルとグレーテル」を基にしたナイトメア。シンボル箇所は不明。
全身にお菓子を纏っている。
図鑑ではヘンゼルナイトメアになっている。
旧河川・沼ナイトメア
童謡「ラプンツェル」を基にしたナイトメア。シンボルは鎧の胸元に印刷されている。
衛兵のような胴体と塔のような長い両腕を持つが、その内部には人間らしき人形が埋まっている。ナイトメアでは珍しく全体的に無機質。
元駅構内ナイトメア
童謡「赤ずきん」を基にしたナイトメア。シンボルは尻尾に浮き出ている。
頭巾をかぶった狼のような姿をしているが、背中や口には顔が浮かび上がっている。
監獄塔ナイトメア
童謡「ジャックと豆の木」を基にしたナイトメア。蔓のようなものが胴体部に茂り、大きい角を持つ。シンボル箇所は不明。
前半と後半にそれぞれ存在するが、なぜ2体いるかは不明。また、ジャックはその姿を見た際に「鬼だ」と認識しているが、登場人物たちが登場する童話では鬼という存在は描かれていないなど謎が多い。
ナイトメア？（地下洞窟ダンジョンナイトメア）
1作目の本編終了後の余章に登場するナイトメア。シンボル箇所は不明。
その外見は、骨のような外殻で巨大な頭部と手足を形作っているという奇妙な外見をしており、他のナイトメアと比べるとグロテスクな要素がなく幾何学的である。
この外殻を破壊すると、内部の中央と両肩に当たる部分に黒い人型が3体存在しており、中央の人型は笛を吹いている。
その内部の姿故にハーメルンの笛吹き男をモチーフとしているように見えるが、ハーメルン曰く地下洞窟ダンジョンではナイトメアを見たことはなかったという。
『2』およびリメイクにおいて、その正体は「都庁ナイトメア」であることが判明した。
人魚姫のナイトメア（水族館跡ナイトメア）
『2』の新エリアのひとつ、水族館跡エリアで登場したナイトメア。
泡で覆われた本体に、ハイヒールを履いた足・地面まで届く長い手・魚の尾びれが集合した頭部を持ち、体中にナイフが刺さっている。
鶴の恩返しナイトメア（旧芸術通りナイトメア）
『2』の新エリアのひとつ、旧芸術通りエリアで登場したナイトメア。
笠をかぶり、4つの目と2つの口を持つ、年寄りの巨大な顔の横から巨大な腕が生えた外見をしている。
謎のナイトメア
『2』で登場したナイトメア。
崖下から生還したおつうたちが黎明に帰還した時に黎明を襲撃して壊滅させていた。その外見は、手足の生えた臓物とでもいうべきもの。
人間・メルヒェン問わず殺戮と破壊の限りを尽くしているが、血式少女隊と遭遇した時は逃亡するため戦闘に突入しない。
公式サイトにてそのシルエットが公開されているが、その異常な戦闘能力からか名称は「スナーク？」となっている。なお、本編ではほとんどスナークではないかという話にはならない。
しかし、その正体は序盤に行方不明になっていたアリスであることがラスボス戦の直前に明らかになる。アリスは、物語の冒頭にジャックを攻撃してしまった際に「ジャックを殺してしまった…」と思ってしまい、「ジャックのいない世界を滅ぼしてしまいたい…」という想いと「ジャックと一緒にいたい…」という2つの想いをアリスが目覚めた場所の近くにあった核が受け入れた結果、彼女は二つの姿（人間の姿とナイトメアの姿）に分離された。つまりは、元街道沿いエリアでつうたちが再開したアリスは核によって擬態化された姿のアリスということだった。そして彼女は最終的にはジャックを監獄塔・上層ナイトメアから守るために胸を貫かれてしまい命を落とすことになる。
ナイトメア・ラブ
ある2体のナイトメアの強い思いを受けた核が2体を取り込んで生み出された花のような姿の怪物で、『神獄塔 メアリスケルター2』の最終ボス。
エネルギー供給源である核と一体化したことで絶大な力を持つ一方、不死性が失われている。
都庁ナイトメア（旧）
リメイク版で登場したナイトメア。
かつて存在した、都庁ジェイルを管轄するナイトメア。
ところが、ナイトメアとしては不完全らしく、人間に近い姿を持ち、性格もおとなしい。戦闘能力も低く、メルヒェンにすらバカにされるという非常に例外的な個体。
結果、都庁ジェイルから逃げ出し、地下洞窟ダンジョンを彷徨った果てに水族館跡エリアへと流れつき、そこにいた少女とお互い姿を見せずに交流をして支え合いながら暮らしていた。
しかし、急に少女との交流が途絶え、諦めて都庁へ帰ろうとするも時間が経っていたことで元々複雑な地下洞窟はさらに変貌。都庁へと帰ることができず彷徨い続けた結果、いつしか上記の骨のような外殻を持つ姿へと変容していった。
そして血式少女隊が地下洞窟に突入した際に遭遇、自身のコピーをけしかけて逃げ回りながらなんとか都庁へと辿り着く。しかし、都庁に突入してきた彼女たちに自分がまだ生きていることがばれてしまい、都庁内でも追いかけられていたところ、彼女たちの会話を盗み聞きして人魚姫が死亡していたことを知る。絶望するもここが都庁ジェイルであることを思い出し、ウィッチクラフト（後述）の力を利用するため、自分の血をまき散らしてジェイルを成長させつつ頂上を目指していった。
都庁ナイトメア（新）
リメイク版で登場したナイトメア。モチーフは織姫と彦星。
最初にジャックたちが訪れた際には存在が確認されず、「やり直し」の後に訪れた時点で出現するようになったナイトメア。その姿は明確な怪物であり、短冊のついた笹に覆われた目玉の化け物。
なぜか自ら核を破壊するなど他のナイトメアがとることのない異常な行動をとる。

### その他
スナーク
ナイトメアに関連すると思われる、白い姿の怪人。十島博士曰く、恐ろしい力で調査隊を壊滅に追い込んだとのこと。
血式少女隊がジェイルの核を潰すのを静観する一方、自身の正体を語ろうとしたナイトメアを容赦なく処断するなど行動には不明な点が多い。
実は、調査隊壊滅の際に擬態によって黎明の人間に成りすましており、ジャックたちの動向を監視しつつ目的を果たすために動いている。
その正体は、ジェイルの「種」を持ち込んだ異星人。何らかの理由で母星が滅んでしまい、そこから持ち出した種の持つ擬態能力によって母星を再生することが目的である。
最終計画の発動には空高く伸びた監獄塔を「卵」に接触させる必要があり、核の破壊を見過ごしていたのもジェイルの横への成長を妨げ縦への成長を促す「剪定」のため。監獄塔を伸ばしての脱出計画も、このための方便である。事前に用意しておいた大量の「生贄」を監獄塔で殺すことで一気に成長させて卵に到達させるという計画だった。
しかし、童話という観念的なものまで擬態とできると知ったことでハルの知る考えとはずれ、神を創り出す計画にシフト。自身が神になるのではなく、創り出すことが目的で、そのために教団の信者たちを生贄に捧げ、盲信と憎悪による神を生み出そうとした。その計画が失敗すると、信者の代わりにメルヒェンを生贄として、願いの中核に自身を使うことで目的を果たそうとする。
監獄塔の頂点付近スナークの正体を見破って証拠を突き付けられるかによってエンディングが分岐するようになっており、失敗すると生贄の虐殺が実行されてしまい、おそらくはそれに巻き込まれる形で最後の救援が登場することができなくなった結果、監獄塔が崩れ落ちて脱出する道を完全に失う、という結末になる。
『2』においては、襲撃してきた謎のナイトメアにより、なすすべもなく殺された。

## 用語
ジェイル
東京の一角を呑み込んだ、舞台となるフィールド全体を構成する異形の生物。擬態という特殊能力を有している。場所が日本のどこであるかは不明。
穴の天井部分には膜が存在しており、外界と遮断して太陽の光を妨げている。このため、人々は何十年も太陽の光を浴びたことがない状態となっており、植物も育成が困難となっている。
三大欲求を有しており、人間の悲鳴を子守歌として睡眠欲を、特定ポイントに対する舐めるなどの肉体的接触で性欲を、メルヒェンや人間の血が壁にかかることで食欲を満たしている。これによってジェイルは成長するようになっており、メルヒェンが人間に拷問としてこれらの行動を強いるのもすべてジェイルを成長させるためである。いくつかのエリアに分割されており、人々が捕まっている様子。
実はナイトメアやメルヒェンの行いはスナークが行わせていたもので、スナークが介入できないエリアでは襲う理由がなければ敵対意志が低い。
クリア後に行けるようになる隠しダンジョンの先では、本編中に行けるエリアとは異なるエリアの存在が確認されている。そこには別の監獄塔が存在しており、2本の塔が絡まるようにそびえている。どこかは明確に語られないが、それを示す駅の看板が発見されている。『2』において、明確に都庁であると語られた。
核（コア）
蕾のような物体。核はそのエリアの生命線であり、破壊することでナイトメアの不死性を奪い、そのエリアの成長を妨げることができる。ナイトメアとは別に守護者と呼ばれる強力なメルヒェンが核を守護している。
小説版では核が破壊されたエリアで干からびたメルヒェンが発見されるなど、メルヒェンへの栄養供給も行なっていたことが判明した。
擬態
ジェイルの特性の一つ。自身の細胞を生物・無生物問わず埋め込むことで侵食し、侵食対象と別の情報を混ぜ合わせた化け物「メルヒェン」や迷宮を生み出している。
擬態に当たって、取り込んだ物体に込められた意思を反映するという特性を有しており、たまたま出現地点に存在していた「童話」を迷宮の構成情報としている。
ほとんどのエリアで見られる壁に埋まった目玉は、実は監視カメラが変容したもの。黎明に入り込んだスナークはこれを使って血式少女隊の動向を監視していた。グレーテルがいたエリアにこの目がなかったのも、その場所が学生街でしかも校内（プライバシー的に監視カメラが設置されない場所）であったためと思われる。
擬態の能力はジェイルの力が強いポイントほど強力になり、擬態発動のために要求される思念もより強力な「願い」と言えるものとなる。そのため、核が引き起こす擬態はメルヒェンや外壁などとは比較にならないが、その願いの叶え方は核によって「歪んだ形で叶える」「表面上だけ叶える」などまちまち。
ナイトメア
各エリアに存在する迷宮内を闊歩する異形の化け物。それぞれ作中で登場する血式少女の基になった童話の登場キャラクターをモチーフとしている。
不死性を有しており相対した場合は逃げることでしか対処できない相手であったが、後にエリアに存在する核を破壊することで不死性を奪うことができることが判明。
逃げることを基本としているため当初は知性のない怪物と思われていたが、言語を話すナイトメアなどが確認され一定の知性を有していることがわかった。
ナイトメアを倒した場合「メルヒェン」と違い死体は残らず消える。
『2』ではジャックがナイトメア化したりエリアを跨いで暴れるナイトメアが登場するなど、自身の核のあるエリアから出ることができないわけではないことが示唆されている。
各監獄エリアに存在する不死の怪物。初遭遇は15年前の監獄塔侵入時で以降本編開始までは出会っても逃げるしかない存在だった。
続投しているナイトメアは、1作目と2作目ではほとんどが外見と真の姿が異なっている。
かぐや姫のナイトメアは「月に帰ろう」と語りかけてくるなど、物語の役割に沿った意志を持って行動している模様。ナイトメアの基となったキャラクターは血式少女たちの基となったキャラクターに対して「追いかける」「そばにいる」「見つけ出そうとする」など、能動的に接近する役割を持った存在であり、スナークの指示がなくなった『2』においてもナイトメアたちが襲ってくる理由と言える。合わせて、新・都庁ナイトメアが核を自ら破壊した理由も「愛する2人を引き裂く」役割に沿ったものと言える。
月
太陽が一切見られなくなった代わりに、ずっと見えるようになった月らしきもの。正体は分かっていなかった。
ジェイルの欲求に合わせて色が3色に変化する。
『1』とリメイク版終盤にて、その正体は世界を作り変えるために必要な卵であることが判明した。塔の形をした雄型のジェイルが雌型のジェイルである卵に接触することで願いを叶えるように最大限擬態する機能を持った特別な核へと変化する。その力は世界を作り替えることすら可能とする。ただし、あくまで願いの叶え方は「擬態」によるという点は通常の核と同じ。ジェイルからの脱出を願った場合、不思議な力で脱出させてくれるという訳でなく、脱出に必要な存在を生み出すという形で叶える。世界改変の場合、その願いに沿った世界に擬態して現在の世界にかぶせることで達成する（新たに擬態の解除を願えば元に戻る）。ただし、全く情報が存在しないものを生み出すことはできない（例外的に、「機能停止」状態の存在であれば再活性化可能）。
なお、卵は塔型のジェイルの数だけ存在する模様。ジェイルはこれを目指しているらしく、それまで核を破壊されると悲鳴の声を上げていたのに対し、月が近くなった塔攻略戦時には核の破壊に対してなぜか喜びの声を上げている。
2作目と『1』のリメイク版にてこの特別な核を「ウィッチクラフト」と呼ぶことが判明した。
監獄塔
ジェイルによって形成された穴の中央に存在している、とても高い塔。実は2本の塔がもつれるように建っており、両方の塔で協力して仕掛けを解かないと先に進めないようになっている。
ジェイルの成長に合わせて縦に伸びていっており、黎明はこれを十分に成長させて上ることで脱出するという計画を立てた。自然成長では相当時間がかかると思われていたが、核の破壊によって成長を促進できることが判明したため、血式少女隊は核の破壊を主目的とするようになった。
序盤のエリアを含めて複数のエリアから繋がっているが、そこに存在する敵は非常に強力であり、最後に挑むことになる。
正体は卵である「月」にジェイル本体を接続する経路であり、その役割を果たすと崩れ落ちてしまう。
色は『1』では黒だったのだが、『2』では対照的な白になっている。
黎明
自衛隊や有志によって結成されたジェイル調査隊を前身とした人類の抵抗組織。
ジェイルの生態を研究しメルヒェンの退治や監獄塔による脱出計画の遂行を主目的としている他、囚われた人間の解放なども試みている。
以前はメルヒェンにも手を焼いていたが、赤ずきんを始めとする血式少女の登場によってある程度内部に侵入しての活動ができるようになった。
閉鎖状態となって数十年がたつ中で、かつての物資を探し出すという形でやりくりしており、ジリ貧な状況にある。
タイヨウ教団
教義を貫くことで再び太陽を拝むことができると語る宗教団体。排他的で強引な所があり、他力本願な姿勢は自らの力で脱出しようとする黎明とは相性が悪いが、お互い必要なものとして協力関係にある。
太陽の光がない中で育てるためにジェイルの細胞を使って野菜を作っている。これは黎明と物資の交換材料として用いられているが、この野菜は食べ続けると思考力が低下してしまうという副作用が存在している。
ミチルを操って教団を作ったのはスナークであり、生贄として監獄塔に連れ込むために敬虔で盲目的な信者を生み出す目的だった。
血式少女
メルヒェンに対抗する能力を持った少女たち。生態は人間のものとほぼ同じ。幼少段階でも強力な力を持っている。
判別方法は名前であり、誰に名付けられたわけでもないのに童話の主人公と同じ名前を持つ。くららが血式少女だと思われたのはこのためであり（クララは『アルプスの少女ハイジ』の主人公ではないが）、名付け親が存在していたために違うと判明した。
平時に関わると特徴として全員が元となった童話にまつわる「衝動」(血式リビドー)を有しており、これが妨げられると精神状態が不安定になる。概ね「行動」か「道具」にまつわるもので、前者は話の流れを無視してでも半ば反射的にそれに沿った行動を取ろうとし、後者は特定の道具がしかるべき場所にないと自信喪失したりなど落ち込んでしまう。
メルヒェンの血を浴びると感情が高ぶり、"ジェノサイドモード"へと変身する。この状態の時は姿（"髪が白くなる"などの変化）や言動が変化し専用スキル”ジェノサイドスキル”が使用可能になる。だが、精神にネガティブな作用（大ダメージや仲間の戦闘不能）があると「穢れ」が溜まっていき、一定値まで溜まってしまうと、暴走状態である"ブラッドスケルターモード"となってしまう。こうなると元の姿に戻すことができず、偶然治療できるジャックが仲間になるまでは殺す以外の対処方法がなかった。
その正体は、胎児の段階で母体がジェイルに擬態されたことで自身は直接擬態されることを免れ、人間の体にジェイルの因子が混じった血液を持つ存在。そのため、「メルヒェンの能力が使える人間」と見ることができる。ジェイル内の各エリアでメルヒェンの腹を破って生まれており、彼女らが生まれたと思しき場所には腹が割かれたメルヒェンが転がっているという。
血式少年
血式少女に比べると事例が少なく、ジャックが現れるまでは存在しないと思われていた。
ジャックの場合、身体能力は人間相当だが、造血速度が速いという特性を持つ。また、ジャックの血をなめたり浴びたりすることで穢れを取り除くことができる。これにより、血式少女隊はブラッドスケルター化を恐れずジェイルの探索が行るようになった。
不幸の連鎖
『2』において、つうが訝しんでいる不可思議な連鎖現象。
具体的には、つうといたことで人魚姫は穢れがたまらなかった→人魚姫がブラッドスケルター化せず保護される→ブラッドスケルターが理論上のものとなりメンタルケアが疎かになる→血式少女が8人になったことでシンデレラが誤解により脱走→それに関連して陽司が殺害される→シンデレラの仕業だと判断した三姉妹が黎明を抜け「タイヨウ教団」に戻る→人手不足に陥ったためかぐや姫が脅迫される、という流れが本編以前に進行している。
さらに、早急な人手不足解消のためかアリス救出に赤ずきん・つう・人魚姫の3人が当てられる→監獄突破が早まる→アリスがジャックの血を”舐める前”に救出される→メンタルケア意識の欠けた赤ずきんの発言でアリスの穢れがさらに溜まる→過剰な穢れの蓄積からブラッドスケルター化してしまいその状態の浄化に失敗→ジャックが致命傷を負い地下へと落ちてしまいナイトメア化、というプロローグの流れに至る。結果、この連鎖は2の最終盤まで影響を及ぼした。
処刑台少女（ジェノサイド・ピンク）
『Finale』に登場する謎の敵集団。快楽のためだけに人を殺すことを楽しんでいる存在。『Finale』の主人公の一人、火あぶり柱もその一人。

## 獄中童話前日譚
『電撃PlayStation』にて連載された小説。全12話。現在は公式ホームページにて閲覧可能。
『神獄塔メアリスケルター』の前日譚。

## 獄中童話幻日譚
『電撃PlayStation』にて連載された小説。全6話。現在は公式ホームページにて閲覧可能。
『神獄塔メアリスケルター2』の前日譚。

## 獄中童話前夜譚
『Finale』公式サイトで現在連載中の小説。8月31日に連載開始。現在第6話まで公開（最終更新日 10月5日）。
『神獄塔 メアリスケルターFinale』の前日譚。

## 音楽

### 神獄塔メアリスケルター
主題歌
「予め失われた僕らのバラッド」 - 唄：イヤホンズ
作詞：桑原永江 作曲・編曲：エンドウ.（GEEKS）
ED主題歌
「ヨロコビノウタ」 - 唄：イヤホンズ
作詞：岩里祐穂 / 作曲：フレデリック・ショパン（夜想曲）、ヨハン・パッヘルベル（カノン）、ヨハン・ゼバスティアン・バッハ（G線上のアリア）、クリスティアン・ペツォールト（メヌエット）、ジョルジュ・ビゼー（カルメン）、ジョアキーノ・ロッシーニ（ウィリアム・テル）、ゲオルク・フリードリヒ・ヘンデル（ハレルヤ）、ルートヴィヒ・ヴァン・ベートーヴェン（歓喜の歌）　編曲：エンドウ.（GEEKS）
サウンドトラック
ZIZZ STUDIO - 「神獄塔メアリスケルター オリジナルサウンドトラック」（ZSCM-16338）

### 神獄塔メアリスケルター2
主題歌
「ウィッチクラフト《テオフィルの奇蹟》」 - 唄：イヤホンズ
作詞・作曲・：J・A・シーザー　編曲：J・A・シーザー　a_kira
ED主題歌
「未来泥棒」 - 唄：イヤホンズ
作詞・作曲・編曲：RUI & ROLLY

### 恋獄塔めありーすけるたー
SOUND
「ミーチャイキュットンティーガプリウテグバンコ」 - 唄：イヤホンズ
作詞：こだまさおり　作曲：山田高弘　編曲：齋藤真也
※上記3曲（+1作目OP・ED主題歌）は、イヤホンズ2ndアルバム『Some Dreams』に収録されている。

### 神獄塔メアリスケルターFinale
OP主題歌
「渇望のジレンマ」 - 唄：イヤホンズ
作詞・作曲・編曲：月蝕會議
ED主題歌
「循環謳歌」 - 唄：イヤホンズ
作詞・作曲・編曲：月蝕會議
※上記2曲は、7月22日発売のイヤホンズ3rdアルバム「Theory of evolution」に収録されている。

## 書籍関連
神獄塔 メアリスケルター 〜光の在処〜
著者：乙野四方字、イラスト：ナナメダケイ
電撃文庫にて2016年10月8日に発売された小説。
『神獄塔 メアリスケルター』のストーリーを補完する内容であるためネタバレ要素を多く含んでおり、注意書きがされている。
神獄塔 メアリスケルター ビジュアルコレクション＆ストーリーガイドブック
編集：電撃PlayStation編集部
1作目のキャラクター没案からストーリーの各エリアのマップに加え書き下ろし小説を収録。

## 開発
本作のプロデューサー・東風輪敬久は構想の段階から、「コンピュータゲーム」と「連載小説」と「文庫小説」の3本で展開することを考えており、展開の理由について「小説家の文章は言葉の響きが大きく違う」からであると『電撃PS』とのインタビューの中で述べている。
当初は東風輪と、キャラクターデザイナーのナナメダケイの2人だけで構想を組んでいたが、ナナメダが乙野四方字の『ミニッツ』と『ラテラル』を読んで興味を抱き、乙野に原案を依頼した。乙野は「『ミニッツ』で、1分間だけ人の心を読める主人公が、もう一人の少女と生徒会長の座をかけた騙し合いを描いたことがあり、本作から『ミニッツ』のような雰囲気を感じてオファーを受けた」と『電撃PS』とのインタビューの中で振り返っており、ディレクターの石塚篤史も乙野の小説が本作のジャンルを決定づけたと述べている。
また、これまでのコンパイルハートの作品同様、社風としてお色気要素が取り入れられた。

### キャラクター設定
初期案における主人公のジャックは熱血少年として描かれていたが、敵キャラクターであるメルヒェンに襲われても殴り返しに行きそうなキャラクターになりかねなかったため、すぐに採用には至らなかった。乙野は「戦闘力はないものの、女の子のために身体を張ってぼろぼろになる少年」に魅力を感じ、ジャックが直接戦闘に参加しないという設定を加えつつ、「女性に戦わせてばかりで自分は戦わない」キャラクターにならないように注意を払った。その結果、「弱弱しいが、どこかかっこいい少年」というキャラクター像が出来上がり、ジャックだからこそ活躍できるポイントも用意された。
ヒロインのアリスはナナメダのスケッチから生まれたキャラクターであり、石塚の心をつかんだ。乙野も「アイデアとして様々なかわいいイラストを見させていただいたが、アリスが一番ビビッときた」と振り返っている。ナナメダはアリスのデザインができるまでには試行錯誤があり、スカートのチャック部分の開き具合については最後まで調整し続けたと振り返っている。アリス役の声優には上坂すみれが選ばれた。石塚は上坂を起用した理由について「乙野先生と話し合った結果、アリスのイメージに一番合っていた」と述べ、東風輪も「上坂さんの芸術的な感性が本作の作風にあっている」と述べている。
もう一人の重要人物である赤ずきんはフードをかぶった少女としてデザインされているが、ただフードをかぶっただけでは面白くないため、元気で明るい少女として描かれた。
キャラクターの武器はそれぞれ原典となる童話を基にしており、たとえば赤ずきんの場合は、原典となる童話に鋏が出てくることから、鋏が武器として設定されている。また、武器はキャラクターの見栄えだけでなく、ゲーム性にもかかわっており、たとえば、鋏はダンジョン上で漏電しているケーブルを切断できるという設定が付与されている。
普通のダンジョンRPGは作りたくないという東風輪の思いから、敵キャラクターのナイトメアはプレイヤーの歩数ではなくリアルタイムで迫ってくるという設定がつけられた。